# Kamnje (Bohinj)
Kamnje (IPA:  [ˈkaːmnjɛ]) è un insediamento (naselje) di 232 abitanti, della municipalità di Bohinj nella regione statistica dell'Alta Carniola in Slovenia.